# Erik de Vries (televisieregisseur)

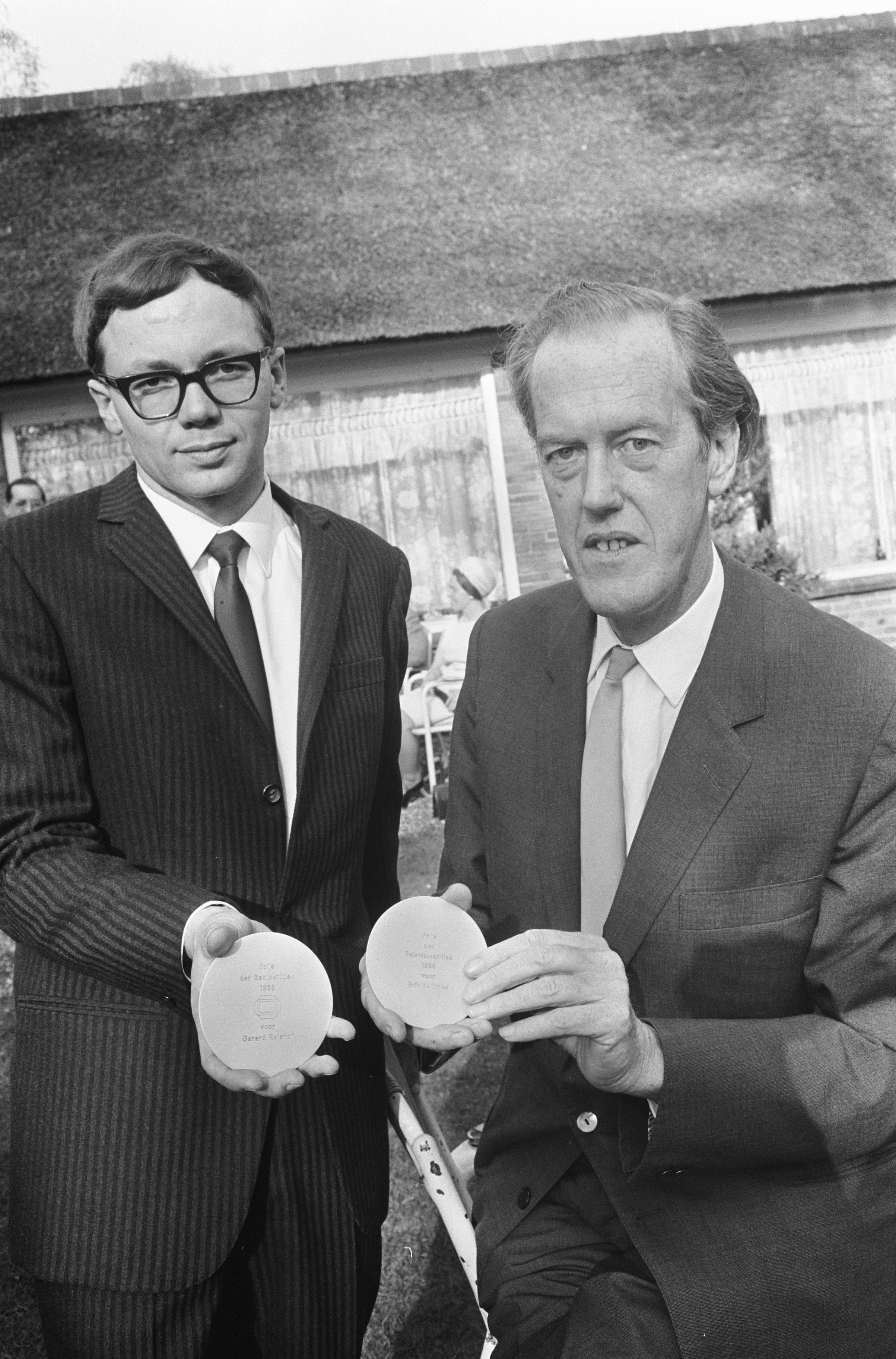
Gerard Hulshof en Erik de Vries (rechts) ontvangen de Zilveren Nipkowschijf (1966)

Erik Klaas de Vries (Amsterdam, 5 juni 1912 - aldaar, 20 april 2004) was een Nederlands televisiepionier. Hij wordt beschouwd als de "vader van de Nederlandse televisie".

## Eerste Nederlandse televisie-uitzending
De Vries werd geboren als zoon van de lokale politicus Klaas de Vries. Zijn moeder was onderwijzeres. Hij volgde de hbs en ging in 1930 bij het Natuurkundig Laboratorium van Philips werken, waar hij zenders bouwde en de eerste proeven met televisie deed. In 1935 stond De Vries aan de wieg van de eerste Nederlandse televisie-uitzending in Eindhoven. Een jaar later werd hij eropuit gestuurd om het nieuwe medium te gaan propageren door voorstellingen te geven. Hij gaf voorstellingen in de Jaarbeurs in Utrecht, maar reisde ook door grote delen van Europa, waarbij hij onder andere de Balkan bezocht.
In 1939 zette De Vries de televisie-experimenten op een laag pitje. Vanwege de oorlogsdreiging werd hij teruggeroepen naar Eindhoven. Hij ging echter als fotojournalist toch weer door de Balkan reizen. Ook werkte hij mee met een marketingcampagne van Philips om mensen in heel Europa duidelijk te maken, dat 'radio met plaatjes' nog niet klaar was voor de huiskamer. Deze campagne trok per trein met televisieapparatuur langs jaarmarkten in heel Europa. In mei 1940 stond De Vries met deze campagne in Sarajevo. Na de inval van de Duitsers in Nederland week hij uit naar Nederlands-Indië, waar hij voor de Nederlandsch-Indische Radio Omroep (NIROM) werkte. Vanuit Sarajevo ging hij over land via Turkije naar het huidige Irak, waar hij in Basra op de boot stapte naar Indië, wat toen als een vrij deel van Nederland gold. Ook maakte hij daar drie propagandafilms.
Na de inval door de Japanners werd De Vries geïnterneerd. Tijdens zijn verblijf in een Japans gevangenenkamp ontmoette De Vries onder anderen de dichter Leo Vroman en de cabaretier Wim Kan. Ook las hij in deze tijd meer dan vijfhonderd boeken. Over zijn tijd als gevangene vertelde hij later dat het "afschuwelijke jaren van onschatbare waarde" waren geweest.

## Televisieregisseur
Na de oorlog keerde hij weer terug naar Philips. Tussen 1948 en 1951 leidde De Vries 264 experimentele televisie-uitzendingen van Philips en in 1951 begon hij met het opleiden van televisieregisseurs. Op 2 oktober 1951 regisseerde hij de eerste openbare televisie-uitzending in Nederland, voor 500 bezitters van een televisietoestel. In 1953 werd hij door de omroepverenigingen min of meer afgedankt. Hij verzorgde weer experimentele uitzendingen voor Philips en reisde een jaar voor UNESCO door Zuid-Amerika. Tussen 1957 en 1959 was hij regisseur van de televisieserie Pension Hommeles, daarnaast regisseerde hij het programma Mies-en-scène.
De Vries beschouwde televisie als "de directe overbrenging van een reportage van een werkelijkheid" en geloofde heilig dat televisie de volkeren dichter bij elkaar zou brengen. Hij was begin jaren zestig een van de oprichters van de stichting Teleac, die hij beschouwde als een educatieve televisie-cineac. Later stond hij aan de wieg van de Amsterdamse lokale omroep SALTO.
Voor het ontwikkelen van televisie in Nederland ontving De Vries in 1966 de Zilveren Nipkowschijf.

## Jazz-verzamelaar
Minder bekend is Erik de Vries als verwoed verzamelaar van jazz uit de tijd van Louis Armstrong en ook van het Duitse theater en cabaret uit de jaren twintig en begin dertig van de 20e eeuw. Hij legde tussen 1929 en 1934 een collectie aan van 400 platen van meer en minder bekende jazzcombo's. Van The Mills Brothers tot en met Marlene Dietrich, van wie hij een grote fan was. Alles wat na 1934 verscheen vond De Vries niet zo interessant. Hij vond in elk geval dat de jazz te commercieel was geworden.
De Vries was gehuwd met Hans Snoek, de oprichtster van het Scapino Ballet. Hij overleed in Amsterdam, op 91-jarige leeftijd. Hij werd naast haar begraven op de begraafplaats Zorgvlied.
- International Standard Name Identifier: 0000 0000 5496 3196
- Library of Congress Control Number: n2009011309
- Nederlandse Thesaurus van Auteursnamen: 322902185
- RKD-Nederlands Instituut voor Kunstgeschiedenis: 391509
- Virtual International Authority File: 78864324
- WorldCat: E39PBJccfD9wrvQYcbWGTFcMfq